# Лицом к стене (телесериал)
«Лицом к стене» (англ. Against the Wall) — американская драма созданная Энни Бруннер, о бывшем патрульном Эбби Ковальски, которая стала детективом и перешла в отдел внутренних расследований полиции Чикаго. Сериал вышел 31 июля 2011 года на кабельном канале Lifetime. Последняя серия была показана 23 октября 2011 года. Канал решил не продлевать сериал.

## Сюжет
Эбби Ковальски (Рейчал Карпани) пять лет проработала патрульным полиции Чикаго. У неё есть мечта — стать детективом убойного отдела и когда она всё-таки сдает экзамен на детектива, оказывается что место есть только в Отделе внутренних расследований. И она соглашается, вызывая раскол в своей семье, в которой живут пять полицейских. Теперь ей надо найти способ выполнять свою работу в ОВР, не разрывая отношений с отцом и братьями.

## Персонажи
- Эбби Ковальски (Рейчал Карпани) — чикагский полицейский в четвёртом поколении. Её отец и три старших брата также являются копами. Она сдает экзамен на детектива и переходит в ОВР, тем самым вызывая негодования отца. С младшим, из трёх братьев, Ричи у Эбби самые хорошие отношения. Она может на него положится и он первым узнает о том что она перешла в ОВР. Эбби не хочет серьёзных отношений, объясняя это большой занятостью на работе, хотя и выбирает между окружным прокурором Дэнни Митчеллом и напарником Ричи Джоном Броуди. У Эбби есть лучшая подруга и соседка Мэкки.
- Лина Флорес (Мариса Рамирес) — чикагский детектив, напарница Эбби. Перешла в ОВР из-за беременности. У неё есть муж Карлос, а также три сына, двое из которых близнецы. В конце сезона она рожает ребёнка в лифте, при помощи Эбби. Девочку назвали Карлина.
- Ричард «Ричи» Ковальски (Брэндон Куинн) — чикагский полицейский. Работает патрульным. Старший брат Эбби, и самый младший из братьев. Поддерживает Эбби во всем, и самым первым узнает, что она перешла в ОВР. Когда он узнает, что у Эбби и его напарника Броуди отношения, он ввязывается с ним в драку и подает прошение на смену напарника. Но в итоге они померились, и опять стали напарниками, хотя теперь темы насчёт Эбби у них под запретом. Считает что Дэнни больше подходит Эбби. Ричи первый раз поцеловался с девочкой в 5-м возрасте, и это была Эллен Рендал. Сейчас он женат на Лауре, и они ждут ребёнка.
- Джон Броуди Эндрю В. Уолкер — чикагский полицейский. Работает патрульным. Напарник Ричи. Он шесть месяцев встречается с Эбби. После того как Ричи узнает это, они перестают быть напарниками, но потом опять сходятся. Он узнает об Дэнни на день рождении Эбби, но все равно решает добиваться Эбби.
- Дэнни Митчелл (Крис Дж. Джонсон) — старый друг Эбби по колледжу. Он возвращается как раз тогда, когда Эбби переходит в ОВР. Сначала он был адвокатом, но затем переметнулся на сторону закона и стал заместителем окружного прокурора. Конкурирует с Броуди, чтобы завоевать сердце Эбби.
- Шейла Ковальски (Кэти Бейкер) — жена Дона Ковальски и мать Эбби, Ричи, Донни и Стива. Всегда на стороне Эбби и пытается помирить её с отцом и братьями. Её расстраивает, что Эбби не хочет продолжительных отношений с парнями. При помощи подруги Эбби, Мэкки открывает собственную пекарню, куда нанимает бывших уголовников, которые хотят измениться. Это не нравится её мужу и детям. Много лет назад она познакомилась с парнем на марше мира, его звали Спидо. Она забеременела, а он сбежал, и тогда она познакомилась с Доном и стала его женой. Много лет они скрывали, что Дон — приёмный отец Донни.

## Разработка и производство
23 июня 2010 года канал Lifetime заказал пилот сериала «Лицом к стене». Энни Бруннер написала пилот, Дин Паризо стал режиссёром, Нэнси Миллер, выступила в качестве исполнительного продюсера. Однако, Дин Паризо был вынужден уйти из-за смерти жены, он был заменён на Майкла Фреско.
Кастинг начался в сентябре 2010. Первой, получила роль Рейчал Карпани — детектив Эбби Ковальски, «женщина-полицейский, которая вызывает раскол в отношениях со своими тремя братьями полицейским, когда она решает присоединиться к отделу внутренних дел департамента». Следующим стал Трит Уильямс, получив роль Дона Ковальски, отца Эбби «старой закалки, чикагского полицейского, единственной слабостью которого является дочь Эбби». Кэти Бейкер получила роль Шейлы Ковальски, жены Дона Ковальски. Мариса Рамирес, Брэндон Куинн и Крис Дж. Джонсон были последними актерами проходившими пробы. Мариса Рамирес играет Лину Флорес, напарницу Эбби, Брэндон Куинн брата Эбби, Ричи, являющегося полицейским, а Крис Дж. Джонсон играет Дэнни Митчелл, давнего друга Эбби.
7 февраля 2011 года канал Lifetime заказал 13 эпизодов.

## Реакция зрителей

### Критика
Средний показатель сайта Metacritic, вывел оценку в 59 баллов из 100 возможных. New York Daily News сказал о серии: «„Лицом к стене“, канала Lifetime оказался первоклассной драмой. В самом деле, это одно из лучших новых шоу года».

### Рейтинг
Пилотный эпизод посмотрели в общем 1,8 миллиона зрителей, 0,9 млн это зрители возрастной группы 18-49 лет, и 0,6 млн. — это зрители 25-54 лет.
| Сезон | Премьера сезона   | Премьера сезона               | Премьера сезона | Финал сезона         | Финал сезона                  | Финал сезона  |
| Сезон | Дата              | Кол-во зрителей (в миллионах) | Зрители 18-49   | Дата                 | Кол-во зрителей (в миллионах) | Зрители 18-49 |
| 1     | 31 июля 2011 года | 1.78                          | 0.9             | 23 октября 2011 года | 1.47                          | 0.4           |